# Calochlaena straminea
Calochlaena straminea är en ormbunkeart som först beskrevs av Jacques-Julien Houtou de La Billardière, och fick sitt nu gällande namn av Melvin D. Turner och R. D. White. Calochlaena straminea ingår i släktet Calochlaena och familjen Dicksoniaceae. Inga underarter finns listade.